# 東京都道235号豊田停車場線
東京都道235号豊田停車場線（とうきょうとどう235ごう とよだていしゃじょうせん）は、東京都日野市多摩平のJR中央線豊田駅と日野台の東京都道256号八王子国立線交点（日野台交差点）を連絡する一般都道である。

## 概要
- 起点：東京都日野市多摩平 JR中央線豊田駅前
- 終点：東京都日野市日野台 東京都道256号八王子国立線交点（日野台交差点）
- 延長：1324m
- 面積：30997m2
- 都道認定要件：主要停車場と高速自動車国道、国道または前号各路線（道路法第七条一 - 四に示された都道府県道）とを連絡する道路
- 都市計画路線名：日野3・3・21号線
- Google Maps – 東京都道235号豊田停車場線 (Map). Cartography by Google, Inc. Google, Inc. 2018年3月30日閲覧。

## 通過する自治体
- 東京都
  - 日野市

## 交差・接続している道路
- 本線
  - 国道20号日野バイパス - 日野市多摩平5丁目（多摩平5丁目交差点）
  - 東京都道256号八王子国立線 - 終点